# Basań
Basań (ukr. Басань) – wieś na Ukrainie, w obwodzie zaporoskim, w rejonie połohowskim, w hromadzie Połohy. W 2001 liczyła 1422 mieszkańców, spośród których 1331 wskazało jako ojczysty język ukraiński, 86 rosyjski, 4 mołdawski, a 1 inny.